# Manfred Malkin
Manfred Malkin   (Odessa, 11 d'agost de 1883 - Nova York, 8 de gener de 1966) fou un pianista i professor de música nord-americà d'origen ucrainès. Era germà del violinista Jacques Malkin (1875–1964) i del violoncel·lista Joseph Malkin (1879–1969).

## Biografia
Després dels seus germans al tombant dels segles XIX-XX, va estudiar al Conservatori de París, va debutar com a concertista el 1903 a París i també va actuar com a part d'un trio familiar (més tard va reviure als EUA i el 1928), gravant el trio de Bedřich Smetana. El 1905 va marxar a Nova York. Des de principis dels anys 1910, establert als EUA, es va presentar al Carnegie Hall. A partir de 1913, Malkin també va dirigir un petit conservatori privat a Nova York; entre els seus professors hi havia, en particular, Max Persin, i entre els seus alumnes hi havia el compositor William Schuman, la pianista Helen Vogel i el violinista Julius Shulman. Quan el conservatori va tancar el 1931, Manfred Malkin va ensenyar al conservatori del seu germà Joseph a Boston.
Era germà de la cantant d'òpera (soprano) Beata Malkin (1892-1973).